# مدرسة ويست فورد للإدارة (الشارقة)
مدرسة ويست فورد للإدارة هي مدرسة خاصة تقع في الشارقة, الإمارات. تأسست في عام 2009.

## الروابط الخارجية
1. ↑  Partners - Westford University College نسخة محفوظة 4 مارس 2016 على موقع واي باك مشين.

- Online MBA